# Liste de fromages slovaques
Quelques fromages de Slovaquie:

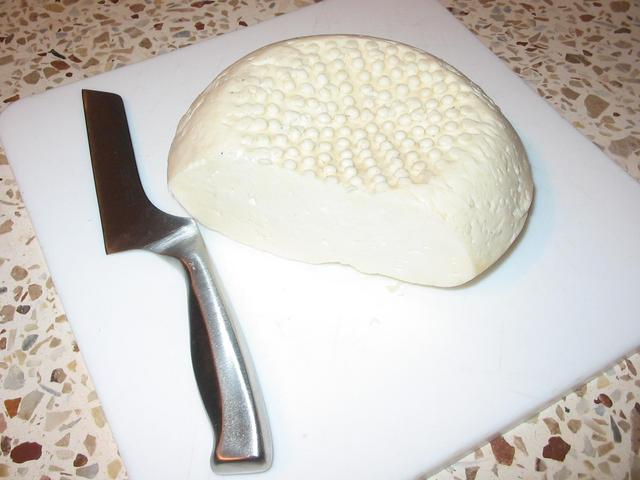
Bryndza.

- Bryndza : fromage à base d'un mélange de lait de vache et de brebis, à 48 % de matière grasse minimum, dont la fabrication remonte à la fin du XVIIIe siècle. Il est un des ingrédients du plat national slovaque les Bryndzové halušky,
- Korbáčik : fromage de lait de vache tressé,
- Liptauer : fromage épicé au lait de chèvre et de brebis,
- Oštiepok : fromage au lait de brebis et de vache AOP depuis 2008
- Parenica : fromage à pâte filée au lait de vache et de brebis.